# Tomba del Fiore di Loto

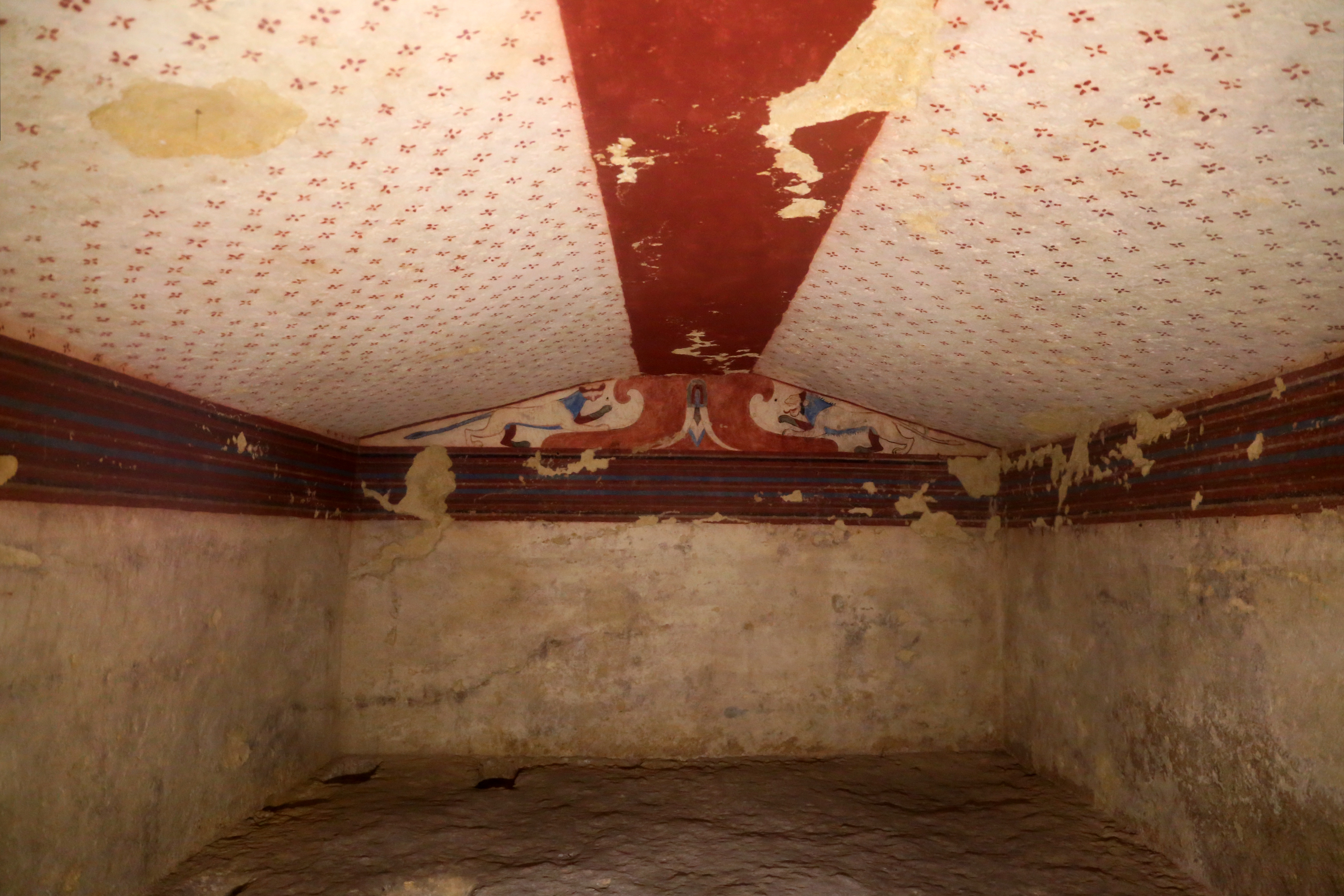
Blick auf die Rückwand in der Grabkammer

Bei der Tomba del Fiore di Loto (Grab der Lotusblüte) handelt es sich um den modernen Namen eines ausgemalten etruskischen Grabes in Tarquinia, das 1962 entdeckt wurde. Das Grab datiert in die Mitte des sechsten Jahrhunderts v. Chr.
Das Grab setzt sich zusammen aus einer Treppe, einem Vorraum und der eigentlichen ausgemalte Grabkammer, die sich ausgeraubt vorfand. Die Grabkammer besitzt eine Giebeldecke. Die Bemalung der Kammer ist einfach. In der Mitte der Decke befindet sich ein breiter roter Streifen; der Rest der Decke ist mit Blüten dekoriert. Nur die Giebelfelder an den Schmalseiten der Kammer zeigen figürliche Darstellungen. In der Mitte befinden sich jeweils gemalte Stützpfeiler, deren oberer Teil in Voluten enden. In der Mitte ist eine auf dem Kopf gemalte Lotusblüte zu sehen, die dem Grab den heutigen Namen gab. Links und rechts befinden sich jeweils Raubkatzen. Die eigentlichen Wände sind dagegen unbemalt und werden nur im oberen Bereich durch Farbbänder begrenzt.
Das Grab ist  wahrscheinlich von derselben Werkstatt ausgemalt worden wie die Tomba della Caccia e Pesca und die Tomba 3098.